# 2012년 NBA 드래프트
2012년 NBA 드래프트(2012 NBA draft)는 2012년 6월 28일 뉴저지주 뉴어크 (뉴저지주)의 프루덴셜 센터에서 열렸다. 드래프트는 동부 일광 절약 시간(2300 UTC) 오후 7시에 시작되었으며 미국 ESPN을 통해 방송되었다. 이번 드래프트에서 전미 농구 협회(NBA) 팀은 미국 아마추어 대학농구 선수와 해외 선수를 포함한 기타 적격 선수를 차례로 선발했다. 1순위 지명 확률이 13.70%였던 뉴올리언스 호네츠가 5월 30일 NBA 드래프트 복권에 당첨됐다. 샬럿 밥캣츠와 워싱턴 위저즈가 각각 2위와 3위를 차지했다. 이 드래프트는 처음으로 선택된 두 명의 선수가 같은 학교 출신인 첫 번째 기록이다(앤서니 데이비스와 마이클 키드 길크리스트는 켄터키의 팀 동료였다). 또한 두 번의 드래프트 라운드에서 한 학교(켄터키)에서 6명의 선수가 선발되는 기록을 세웠으며 처음 세 명의 선수가 모두 같은 컨퍼런스(Southeastern Conference)의 대학 신입생으로 선발된 첫 번째 드래프트였다. 버나드 제임스는 NBA 드래프트에서 가장 나이 많은 선수로 드래프트 당시 27세였다.